# Довбик Артем Олександрович
Арте́м Олекса́ндрович До́вбик (нар. 21 червня 1997, Черкаси, Україна) — український футболіст, нападник італійської «Роми» та збірної України.

## Біографічні дані
Народився в місті Черкаси, де закінчив школу № 2. Навчався в ННІ фізичної культури, спорту та здоров'я Черкаського національного університету ім. Б. Хмельницького.

## Клубна кар'єра

### Ранні роки
Займатися футболом Артем починав у рідних Черкасах, виступав за шкільну команду, брав участь в іграх турніру «Шкіряний м'яч». Потім продовжив навчання в місцевій СДЮШОР, де його першим тренером став Олексій Якович Блоха. Пізніше продовжив займатися з іншим наставником — Сергієм Івановичем Сергієнком. У складі команди своєї спортшколи брав участь в іграх дитячо-юнацької футбольної ліги України під керівництвом Ковалевича Сергія Миколайовича. У 2013 році отримав запрошення до молодіжної команди харківського «Металіста», але під час підготовчих зборів отримав травму коліна, після чого повернувся в Черкаси. Відновившись після пошкодження, продовжив грати в юнацькій команді «Черкаського Дніпра».

### «Черкаський Дніпро»
27 липня 2014 року Довбик підписав контракт з «Черкаським Дніпром», який виступав у Другій лізі України. 26 липня 2014 року, в гостьовому поєдинку першого туру сезону 2014/15, проти команди «Скала» (Стрий), Артем дебютував у професійному футболі, замінивши на 71-й хвилині Олександра Батальского. У цьому поєдинку черкаська команда зазнала поразки з рахунком 1:0, після чого був відправлений у відставку головний тренер Юрій Бакалов. Свій другий офіційний матч нападник зіграв 16 серпня. Уже новий наставник команди, Ігор Столовицький, у домашньому поєдинку 4-го туру проти херсонського «Кристала» випустив юного гравця в стартовому складі. На 42-й хвилині Довбик зрівняв рахунок у матчі, забивши свій перший гол у професійній кар'єрі, до того ж ставши наймолодшим автором гола в історії професійних клубів Черкас, відзначившись забитим м'ячем у віці 17 років, 1 місяць і 25 днів. У поєдинку 12-го туру, проти команди «Арсенал-Київщина», Артем вийшов на заміну за три хвилини до перерви і до кінця тайму встиг двічі відзначитися у воротах суперника. У другому таймі нападник забив ще один м'яч, оформивши свій перший хет-трик у дорослому футболі, а також зробив гольову передачу, таким чином зробивши вирішальний внесок у розгром суперника. Результативна гра 17-річного футболіста не залишилася без уваги селекціонерів клубів української Прем'єр-Ліги. Після завершення осінньої частини першості Довбик прибув на перегляд в київське «Динамо», але до укладення угоди зі столичною командою справа не дійшла й до завершення сезону нападник виступав за «Черкаський Дніпро».

### «Дніпро»
Влітку 2015 року Довбик підписав річний контракт з дніпропетровським «Дніпром», відразу ж відправившись з першою командою на підготовчі збори до Голландії. Але в чемпіонаті, що стартував, тренер дніпрян Мирон Маркевич більше довіряв досвідченим легіонерам, а 18-річний нападник виступав за молодіжну команду, зігравши за основний склад лише в кубковому поєдинку проти донецького «Олімпіка». Зігравши за дублюючий склад 12 матчів і відзначившись голом у ворота однолітків з київського «Динамо», другу частину сезону Артем провів на правах оренди в молдовській «Зарі» (Бєльці), у квітні 2016 року вирушивши до клубу з міста Бєльці, який тренував український фахівець Ігор Рахаєв. За свою нову команду молодий футболіст практично не грав, взявши участь тільки в трьох поєдинках найвищого дивізіону Молдови й одному кубковому матчі. 31 травня 2016 року в Довбика одночасно закінчився термін дії як орендної угоди, так і контракту з «Дніпром».
Підготовку до сезону 2016/17 футболіст провів у клубі української Прем'єр-Ліги «Волинь», але через заборону на трансферну діяльність для луцького клубу змушений був покинути команду, повернувшись до «Дніпра», з яким на початку серпня 2016 року підписав нову угоду, а вже 13 серпня в поєдинку «Дніпро» — «Ворскла» Довбик дебютував в українському елітному дивізіоні, замінивши після перерви свого одноклубника Дениса Баланюка. У сезоні 2016/17 Артем став одним з найкращих футболістів і кращим молодим гравцем УПЛ кількох місяців. Але, незважаючи на блискучу гру молодого футболіста, «Дніпро» (багато в чому через зняття очок за несплату боргів перед колишнім тренерським штабом «дніпрян» на чолі з Хуанде Рамосом) вперше в історії покинув Вищий дивізіон України, вибувши в Першу лігу. Але ФІФА за ті ж борги знизила «Дніпро» ще нижче, у Другу лігу. Після закінчення сезону 2016/17 Довбик покинув клуб. Але через місяць повернувся. Відігравши половину сезону і ставши найкращим бомбардиром «Дніпра» в першій половині сезону, 5 грудня 2017 року остаточно покинув клуб.

### «Мідтьюлланн»
31 січня 2018 року підписав угоду з данським «Мідтьюлланном». За пів сезону встиг зіграти 10 матчів і забити 1 гол, ставши чемпіоном Данії. Утім, наступного року втратив місце в основі, через що 2 вересня 2019 року його віддали в оренду в інший місцевий клуб — «Сеннер'юск» (до кінця сезону 2019/20), у складі якого став володарем Кубка Данії. Загалом за цю команду Довбик провів 18 матчів і забив 2 голи в чемпіонаті країни, 5 матчів і 2 голи в Кубку Данії, а також 5 матчів і 3 голи в молодіжній першості країни.

### «Дніпро-1»
Влітку 2020 року Артем повернувся до України, підписавши контракт з «Дніпром-1».
У 6-му турі Чемпіонату України з футболу забив три м'ячі в домашньому поєдинку «Дніпра-1» із «Зорею» (3:0). 9 листопада 2022 року знову відзначився хет-триком у матчі 12 туру гостьового матчу проти «Колоса». Артем став лише 10 футболістом, який зробив два хет-трики протягом одного розіграшу вищого дивізіону чемпіонату України з футболу. Забиті голи допомогли Артему очолити список найкращих бомбардирів чемпіонату з 9 голами.

### «Жирона»
6 серпня 2023 року Артем Довбик підписав 5-річний контракт з іспанською «Жироною». За українського нападника клуб заплатив 7 мільйонів євро, що стало трансферним рекордом «Жирони».
У першій половині сезону 2023/24 забив 17 голів та віддав 5 результативних передач, ставши найкращим бомбардиром «Жирони». За підсумками грудня 2023 року був визнаний гравцем місяця в Ла-Лізі. Він став першим українським футболістом і першим гравцем «Жирони», який отримав цю нагороду. 10 січня був названий найкращим гравцем місяця грудня 2023 на думку вболівальників «Жирони».
За підсумками ігрового сезону 2023/24 років Артем Довбик став найкращим бомбардиром. Він провів 36 матчів у чемпіонаті Іспанії та забив 24 голи. Нападник отримав у «Жироні» свою першу нагороду — Трофей Пічічі, який присуджує іспанська спортивна газета Marca за найбільшу кількість забитих голів у сезоні Ла Ліги. Буквально протягом одного року трансферна ціна Артема Довбика, за версією Transfermarkt, зросла в шість разів, сягнувши 30 млн євро.
За підсумками ігрового сезону 2023/24 років Артем Довбик посів 29 місце в голосуванні на престижну нагороду Золотого м'яча 2024.

### «Рома»
2 серпня 2024 року Артем Довбик підписав 5-річний контракт з італійською  «Ромою». За інформацією джерел, клуби змогли погодити трансфер який обійшовся «вовкам»  у 35 млн євро плюс ще 5 млн як бонуси. Угода з українцем буде розрахована до літа 2029 року. Його оклад становитиме 3 млн євро на рік плюс бонуси.

## Кар'єра в збірній
У 2015 році зіграв 2 матчі за юнацьку збірну України до 18 років.
23 травня 2017 року Довбик уперше отримав запрошення до національної збірної України. Артем отримав запрошення на контрольний матч проти збірної Мальти й матч відбору на чемпіонат світу 2018 року проти Фінляндії. Але в обох матчах Артем на поле не вийшов. Пізніше викликався до збірної на інший матч відбору на ЧС-2018, проти Ісландії, але й цього разу не дебютував. Натомість у 2016—2018 роках грав за молодіжну збірну, беручи участь у кваліфікаціях на чемпіонати Європи 2017 та 2019 років, проте обидва вони виявились невдалими для українців. Грав під номером 26. З 16 червня 2023 року грає під номером 11.

### Євро-2020
29 червня 2021 року на Євро-2020 в 1/8 фіналу зі збірною Швеції Артем Довбик вийшов на заміну і на 120+1-й хвилині забив вирішальний гол, завдяки чому збірна України вперше вийшла у чвертьфінал чемпіонату Європи.

### Відбір на ЧС-2022
16 листопада 2021 року забив важливий гол у виїзному поєдинку проти збірної Боснії і Герцеговини (0:2). Таким чином, національна команда України зайняла друге місце в групі й вийшла до плей-оф раунду за потрапляння на ЧС-2022. 1 червня 2022 року у кваліфікаційному раунді вийшов на заміну й на 90+5-й хвилині забив третій гол у ворота збірної Шотландії.

## Особисте життя
Дружина: Юлія Черненко. 2 серпня 2022 року народилася донька Кіра.

## Статистика виступів

### Клубна
Станом на 24 травня 2025
| Сезон                   | Команда                 | Чемпіонат               | Чемпіонат | Чемпіонат | Національний кубок | Національний кубок | Національний кубок | Континентальні кубки | Континентальні кубки | Континентальні кубки | Інші змагання | Інші змагання | Інші змагання | Усього | Усього |
| Сезон                   | Команда                 | Ліга                    | Ігор      | Голів     | Ліга               | Ігор               | Голів              | Ліга                 | Ігор                 | Голів                | Ліга          | Ігор          | Голів         | Ігор   | Голів  |
| ----------------------- | ----------------------- | ----------------------- | --------- | --------- | ------------------ | ------------------ | ------------------ | -------------------- | -------------------- | -------------------- | ------------- | ------------- | ------------- | ------ | ------ |
| 2014–15                 | «Черкаський Дніпро»     | ДЛ                      | 20        | 7         | КУ                 | 1                  | 0                  | -                    | -                    | -                    | -             | -             | -             | 21     | 7      |
| 2015–16                 | «Дніпро»                | УПЛ                     | 0         | 0         | КУ                 | 1                  | 0                  | -                    | -                    | -                    | -             | -             | -             | 1      | 0      |
| 2015–16                 | «Заря»                  | НД                      | 3         | 0         | КМ                 | 1                  | 0                  | -                    | -                    | -                    | -             | -             | -             | 4      | 0      |
| 2016–17                 | «Дніпро»                | УПЛ                     | 22        | 6         | КУ                 | 1                  | 0                  | -                    | -                    | -                    | -             | -             | -             | 23     | 6      |
| 2017–18                 | «Дніпро»                | ДЛ                      | 13        | 12        | -                  | -                  | -                  | -                    | -                    | -                    | -             | -             | -             | 13     | 12     |
| Всього за «Дніпро»      | Всього за «Дніпро»      | Всього за «Дніпро»      | 35        | 18        | —                  | 2                  | 0                  | —                    | 0                    | 0                    | —             | 0             | 0             | 37     | 18     |
| 2017–18                 | «Мідтьюлланн»           | ДС                      | 10        | 1         | КД                 | 2                  | 0                  | -                    | -                    | -                    | -             | -             | -             | 12     | 1      |
| 2018–19                 | «Мідтьюлланн»           | ДС                      | 5         | 0         | КД                 | 1                  | 0                  | -                    | -                    | -                    | -             | -             | -             | 6      | 0      |
| 2019–20                 | «Мідтьюлланн»           | ДС                      | 3         | 0         | КД                 | 0                  | 0                  | ЛЄ                   | 1                    | 0                    | -             | -             | -             | 4      | 0      |
| Всього за «Мідтьюлланн» | Всього за «Мідтьюлланн» | Всього за «Мідтьюлланн» | 18        | 1         | —                  | 3                  | 0                  | —                    | 1                    | 0                    | —             | 0             | 0             | 22     | 1      |
| 2019–20                 | «Сеннер'юск»            | ДС                      | 18        | 2         | КД                 | 3                  | 0                  | -                    | -                    | -                    | -             | -             | -             | 21     | 2      |
| 2020–21                 | «Дніпро-1»              | УПЛ                     | 24        | 6         | КУ                 | 3                  | 4                  | -                    | -                    | -                    | -             | -             | -             | 27     | 10     |
| 2021–22                 | «Дніпро-1»              | УПЛ                     | 17        | 14        | КУ                 | 1                  | 0                  | -                    | -                    | -                    | -             | -             | -             | 18     | 14     |
| 2022–23                 | «Дніпро-1»              | УПЛ                     | 30        | 24        | -                  | -                  | -                  | ЛЄ/ЛК                | 2+7                  | 0+5                  | -             | -             | -             | 39     | 29     |
| 2023–24                 | «Дніпро-1»              | УПЛ                     | 0         | 0         | КУ                 | 0                  | 0                  | ЛЧ                   | 2                    | 1                    | -             | -             | -             | 2      | 1      |
| Всього за «Дніпро-1»    | Всього за «Дніпро-1»    | Всього за «Дніпро-1»    | 71        | 44        | —                  | 4                  | 4                  | —                    | 11                   | 6                    | —             | 0             | 0             | 86     | 54     |
| 2023–24                 | «Жирона»                | ЛЛ                      | 36        | 24        | КІ                 | 2                  | 0                  | -                    | -                    | -                    | -             | -             | -             | 38     | 24     |
| 2024–25                 | «Рома»                  | СА                      | 32        | 12        | КІ                 | 2                  | 3                  | ЛЄ                   | 11                   | 2                    | -             | -             | -             | 45     | 17     |
| Всього за кар'єру       | Всього за кар'єру       | Всього за кар'єру       | 230       | 107       | —                  | 18                 | 7                  | —                    | 23                   | 8                    | —             | 0             | 0             | 271    | 122    |

### Статистика виступів за збірну
Станом на 23 березня 2025 року
| Дата       | Місто       | Господарі            | Результат | Гості              | Турнір                                    | Голи | Примітки  |
| ---------- | ----------- | -------------------- | --------- | ------------------ | ----------------------------------------- | ---- | --------- |
| 31-03-2021 | Київ        | Україна              | 1 – 1     | Казахстан          | Відбір до ЧС 2022                         | -    | 81'       |
| 23-05-2021 | Харків      | Україна              | 1 – 1     | Бахрейн            | товариський матч                          | -    | 46'       |
| 29-06-2021 | Глазго      | Швеція               | 1 – 2     | Україна            | ЧЄ 2020 - 1/8 фіналу                      | 1    | 105'      |
| 09-10-2021 | Гельсінкі   | Фінляндія            | 1 – 2     | Україна            | Відбір до ЧС 2022                         | -    | 86'       |
| 11-11-2021 | Одеса       | Україна              | 1 – 1     | Болгарія           | товариський матч                          | -    | 46'       |
| 16-11-2021 | Зениця      | Боснія і Герцеговина | 0 – 2     | Україна            | Відбір до ЧС 2022                         | 1    | 75'       |
| 01-06-2022 | Глазго      | Шотландія            | 1 – 3     | Україна            | Відбір до ЧС 2022                         | 1    | 78'       |
| 05-06-2022 | Кардіфф     | Уельс                | 1 – 0     | Україна            | Відбір до ЧС 2022                         | -    | 77'       |
| 08-06-2022 | Дублін      | Ірландія             | 0 – 1     | Україна            | Ліга націй УЄФА 2022—2023 - груповий етап | -    | 80'       |
| 11-06-2022 | Лодзь       | Україна              | 3 – 0     | Вірменія           | Ліга націй УЄФА 2022—2023 - груповий етап | -    | 70'       |
| 14-06-2022 | Лодзь       | Україна              | 1 – 1     | Ірландія           | Ліга націй УЄФА 2022—2023 - груповий етап | 1    | 73'       |
| 21-09-2022 | Глазго      | Шотландія            | 3 – 0     | Україна            | Ліга націй УЄФА 2022—2023 - груповий етап | -    | 67'       |
| 24-09-2022 | Єреван      | Вірменія             | 0 – 5     | Україна            | Ліга націй УЄФА 2022—2023 - груповий етап | 2    | 67'       |
| 27-09-2022 | Краків      | Україна              | 0 – 0     | Шотландія          | Ліга націй УЄФА 2022—2023 - груповий етап | -    | 75'       |
| 26-03-2023 | Лондон      | Англія               | 2 – 0     | Україна            | Відбір до ЧЄ 2024                         | -    | 74'       |
| 12-06-2023 | Бремен      | Німеччина            | 3 – 3     | Україна            | товариський матч                          | -    | 64'       |
| 16-06-2023 | Скоп'є      | Північна Македонія   | 2 – 3     | Україна            | Відбір до ЧЄ 2024                         | -    | 45+1' 46' |
| 19-06-2023 | Трнава      | Україна              | 1 – 0     | Мальта             | Відбір до ЧЄ 2024                         | -    | 63'       |
| 09-09-2023 | Вроцлав     | Україна              | 1 – 1     | Англія             | Відбір до ЧЄ 2024                         | -    | 65'       |
| 12-09-2023 | Мілан       | Італія               | 2 – 1     | Україна            | Відбір до ЧЄ 2024                         | -    | 58'       |
| 14-10-2023 | Прага       | Україна              | 2 – 0     | Північна Македонія | Відбір до ЧЄ 2024                         | -    | 76'       |
| 17-10-2023 | Та-Калі     | Мальта               | 1 – 3     | Україна            | Відбір до ЧЄ 2024                         | 1    |           |
| 20-11-2023 | Леверкузен  | Україна              | 0 – 0     | Італія             | Відбір до ЧЄ 2024                         | -    |           |
| 21-03-2024 | Зениця      | Боснія і Герцеговина | 1 – 2     | Україна            | Відбір до ЧЄ 2024                         | 1    | 90'       |
| 26-03-2024 | Вроцлав     | Україна              | 2 – 1     | Ісландія           | Відбір до ЧЄ 2024                         | -    | 72'       |
| 03-06-2024 | Нюрнберг    | Німеччина            | 0 – 0     | Україна            | товариський матч                          | -    | 73'       |
| 07-06-2024 | Варшава     | Польща               | 3 – 1     | Україна            | товариський матч                          | 1    | 76'       |
| 11-06-2024 | Кишинів     | Молдова              | 0 – 4     | Україна            | товариський матч                          | 1    | 46'       |
| 17-06-2024 | Мюнхен      | Румунія              | 3 – 0     | Україна            | ЧЄ 2024 - груповий етап                   | -    |           |
| 21-06-2024 | Дюссельдорф | Словаччина           | 1 – 2     | Україна            | ЧЄ 2024 - груповий етап                   | -    | 67'       |
| 26-06-2024 | Штутгарт    | Україна              | 0 – 0     | Бельгія            | ЧЄ 2024 - груповий етап                   | -    | 69'       |
| 11-10-2024 | Познань     | Україна              | 1 – 0     | Грузія             | Ліга націй УЄФА 2024—2025 - груповий етап | -    | 75'       |
| 14-10-2024 | Вроцлав     | Україна              | 1 – 1     | Чехія              | Ліга націй УЄФА 2024—2025 - груповий етап | 1    | 80'       |
| 16-11-2024 | Батумі      | Грузія               | 1 – 1     | Україна            | Ліга націй УЄФА 2024—2025 - груповий етап | -    | 80'       |
| 19-11-2024 | Тирана      | Албанія              | 1 – 2     | Україна            | Ліга націй УЄФА 2024—2025 - груповий етап | -    | 76' 80'   |
| 23-03-2025 | Генк        | Бельгія              | 3 – 0     | Україна            | Ліга націй УЄФА 2024—2025 - плей-оф       | -    | 69'       |
| Усього     |             | Матчів               | 36        |                    | Голів                                     | 11   |           |

## Досягнення

### Командні досягнення
- Володар Кубка Молдови (1):

«Заря»: 2015/16
- Чемпіон Данії (1):

«Мідтьюлланн»: 2017/18
- Володар Кубка Данії (2):

«Мідтьюлланн»: 2018/19
«Сеннер'юск»: 2019/20

### Індивідуальні досягнення
- Український футболіст року (1): 2023
- Футболіст року в чемпіонаті України (2): 2021, 2022
- Найкращий бомбардир української Прем'єр-ліги (2): 2021/22 (14 голи), 2022/23 (24 голи)
- Найкращий бомбардир іспанської Ла-Ліги (1): 2023/24 (24 голи)
- Найкращий бомбардир Кубку України (1): 2020/21 (4 голи)
- Гравець місяця в УПЛ (3): серпень 2021[27], листопад-грудень 2021[28], жовтень 2022[29]
- Гравець місяця Ла-Ліги: грудень 2023[19]
- Гравець місяця Серії А: березень 2025[30]
- Команда сезону Ла-Ліги: 2023/24[31]
- Гравець місяця в ФК «Жирона» (4): листопад 2023, грудень 2023, січень 2024, березень 2024[20]

## Рекорди
Автор найпізнішого голу в історії збірної України.